# Villaumbrales
Villaumbrales è un comune spagnolo di 847 abitanti situato nella comunità autonoma di Castiglia e León.